# Friedhelm Amslinger
Friedhelm Amslinger (* 23. Oktober 1929 in Günzburg; † 2011) war ein deutscher Architekt.

## Werdegang
Friedhelm Amslinger machte 1948 sein Abitur und studierte Architektur an der Technischen Hochschule München, unter anderem bei Hans Döllgast und Walter Maria Förderer. Im Jahr 1954 machte er sein Diplom und war ab 1955 bis 1960 wissenschaftlicher Assistent am Lehrstuhl für Städtebau von Georg Werner an der Technischen Hochschule München. Anschließend eröffnete er ein eigenes Architekturbüro in München und wurde 1963 in den Bund Deutscher Architekten berufen. In den 1960er Jahren schloss er sich mit den Architekten Hubert Caspari, Werner Fauser, Peter Biedermann, Werner Böninger zur „Gruppe 5“ zusammen, die an zahlreichen Wettbewerben (u. a. für das Zentrum Neuperlach) teilnahmen. 1971 wurde er Mitglied der Deutschen Akademie für Städtebau und Landesplanung und 1976 Mitglied des Deutschen Werkbundes, dessen zweiter Vorsitzender er von 1984 bis 1986 war.

## Bauten
Tätig war Amslinger in den Feldern des Siedlungs-, Wohnhaus-, Werkstatt-, Verwaltungs-, Schulhaus-, Kindergarten- und Kirchenbau, aber auch in der Sanierung alter Stadtkerne und Häuser. Nebenher entwarf er auch Einrichtungen und Mobiliar für seine Häuser.
- 1957–1959: Evangelisch-lutherische Christuskirche Burgau
- 1967: Verwaltungsgebäude, St. Mang[4]
- 1970: Haus, Günzburg[4]
- 1982: Brunnen, Kempten-Lenzfried[5]
- 1979–1985: Haus Leppert, Dörfles bei Kulmbach[6][7]
- Inselgestaltung im Fluss Regen mit Brückenverbindungen, Nittenau mit Frank Dietrich Hemmer (Wettbewerb 2. Preis)
- 1992: Kirchplatz und Fußgängersteg, Weißenhorn[8]

## Ehrungen
Folgendes Bauwerk ist ein Baudenkmal und ist im Bayerischen Landesamt für Denkmalpflege eingetragen:
- Evangelisch-lutherische Christuskirche Burgau ist Baudenkmal von Burgau.